# Castellciutat
Castellciutat é uma povoação situada no setor ocidental do município de La Seu d'Urgell, na comarca de Alto Urgel, província de Lérida, Catalunha, Espanha. Até 1975 foi um município independente. A vila é chamada habitualmente ciutat ("cidade") porque foi assim chamada oficialmente até ao século XVI, nome que contrasta com o nome de habitantes que tem (451). O povoado encontra-se no cimo de uma serra paralela ao rio Valira e põe fim à planície de de la Seu. Num lado permanecem os restos do antigo castelo, El Castell de Ciutat, e no outro lado a cidadela. No povoado encontra-se a igreja paroquial de Sant Feliu de Castellciutat.

## História
A vila abriga duas grandes estruturas históricas: a cidadela e o castelo. A cidadela foi construída sobre a antiga "Torre Blanca" e o castelo remonta ao século XI, sendo mencionado pela primeira vez em 1064 como Puig d'Urgell. Ambos foram importantes cenários de batalhas durante a Guerra da Sucessão Espanhola e a Terceira Guerra Carlista.
Durante a Guerra da Sucessão Espanhola, Castellciutat foi uma das últimas localidades catalãs leais aos austracistas, sendo tomada pelas forças borbônicas em 1713. No século XX, o castelo foi adquirido pela família Tàpies e restaurado para servir como um complexo turístico, incluindo um hotel e uma área histórica preservada.
Atualmente, Castellciutat é um destino turístico que atrai visitantes interessados em sua história militar, arquitetura medieval e vistas deslumbrantes da paisagem natural.